# Clásica de Almería 2024
Clásica de Almería 2024 var den 39. udgave af det spanske cykelløb Clásica de Almería. Det blev kørt på en 190,3 km lang rute den 11. februar 2024 med start i Puebla de Vícar og mål på Avenida Juan Carlos I i Roquetas de Mar i Almería. Løbet var en del af UCI ProSeries 2024.
Løbet blev vundet af hollandske Olav Kooij fra Team Visma  |  Lease a Bike.

## Resultater
| \| Samlede stilling \| Samlede stilling \| Samlede stilling \| Samlede stilling \| Samlede stilling \| \| Rytter \| Rytter \| Hold \| Tid \| \| \| ---------------- \| ---------------- \| -------------------------- \| ---------------- \| ---------------- \| \| 1. \| Olav Kooij \| Team Visma \\| Lease a Bike \| 4t 11' 29" \| \| \| 2. \| Matteo Moschetti \| Q36.5 Pro Cycling Team \| + 0" \| \| \| 3. \| Matteo Trentin \| Tudor Pro Cycling Team \| + 0" \| \| \| 4. \| Arnaud De Lie \| Lotto Dstny \| + 0" \| \| \| 5. \| Gerben Thijssen \| Intermarché-Wanty \| + 0" \| \| \| 6. \| Milan Fretin \| Cofidis \| + 0" \| \| \| 7. \| Jason Tesson \| TotalEnergies \| + 0" \| \| \| 8. \| Jordi Meeus \| Bora-Hansgrohe \| + 0" \| \| \| 9. \| Lewis Askey \| Groupama-FDJ \| + 0" \| \| \| 10. \| Wout van Aert \| Team Visma \\| Lease a Bike \| + 0" \| \| |                  |                            |            |
| |                  |                            |            |
| Kilde: ProCyclingStats |                  |                            |            |
| Samlede stilling |                  |                            |            |
| Rytter | Rytter           | Hold                       | Tid        |
| 1. | Olav Kooij       | Team Visma \| Lease a Bike | 4t 11' 29" |
| 2. | Matteo Moschetti | Q36.5 Pro Cycling Team     | + 0"       |
| 3. | Matteo Trentin   | Tudor Pro Cycling Team     | + 0"       |
| 4. | Arnaud De Lie    | Lotto Dstny                | + 0"       |
| 5. | Gerben Thijssen  | Intermarché-Wanty          | + 0"       |
| 6. | Milan Fretin     | Cofidis                    | + 0"       |
| 7. | Jason Tesson     | TotalEnergies              | + 0"       |
| 8. | Jordi Meeus      | Bora-Hansgrohe             | + 0"       |
| 9. | Lewis Askey      | Groupama-FDJ               | + 0"       |
| 10. | Wout van Aert    | Team Visma \| Lease a Bike | + 0"       |

## Hold og ryttere
| UCI WorldTeams (8)- Arkéa-B&B Hotels - Bora-Hansgrohe - Cofidis - Groupama-FDJ - Intermarché-Wanty - Movistar Team - Team Visma \| Lease a Bike - UAE Team Emirates UCI ProTeams (11)- Burgos-BH - Caja Rural-Seguros RGA - Equipo Kern Pharma - Euskaltel-Euskadi - Lotto Dstny - Q36.5 Pro Cycling Team - Team Flanders-Baloise - Polti Kometa - TotalEnergies - Tudor Pro Cycling Team - Uno-X Mobility UCI Kontinentalhold- Illes Balears Arabay Cycling |
| |

### Danske ryttere
| Danske ryttere på startlisten |                          |                |           |
| Rygnummer                     | Rytter                   | Hold           | Placering |
| 31                            | Magnus Cort              | Uno-X Mobility | 92        |
| 97                            | Mathias Norsgaard        | Movistar Team  | 47        |
| 161                           | Sebastian Kolze Changizi | Movistar Team  | 113       |

* DNF = gennemførte ikke

### Startliste
| Q36.5 Pro Cycling Team Q36 | Q36.5 Pro Cycling Team Q36         | Q36.5 Pro Cycling Team Q36 |
| -------------------------- | ---------------------------------- | -------------------------- |
| Nr.                        | Rytter                             | Placering                  |
| 1                          | Matteo Moschetti (ITA)             | 2.                         |
| 2                          | Filippo Conca (ITA)                | 123.                       |
| 3                          | Tobias Ludvigsson (SWE)            | 62.                        |
| 4                          | Rory Townsend (IRL)                | 46.                        |
| 5                          | Nicolò Parisini (ITA)              | 36.                        |
| 6                          | Joey Rosskopf (USA)                | 51.                        |
| 7                          | Nickolas Zukowsky (CAN) (landevej) | 98.                        |

| Lotto Dstny LTD | Lotto Dstny LTD          | Lotto Dstny LTD |
| --------------- | ------------------------ | --------------- |
| Nr.             | Rytter                   | Placering       |
| 11              | Arnaud De Lie (BEL)      | 4.              |
| 12              | Cedric Beullens (BEL)    | 74.             |
| 13              | Jasper De Buyst (BEL)    | 72.             |
| 14              | Jacopo Guarnieri (ITA)   | 78.             |
| 15              | Mathijs Paasschens (NED) | 129.            |
| 16              | Jarne Van De Paar (BEL)  | 81.             |
| 17              | Sébastien Grignard (BEL) | 84.             |

| Bora-Hansgrohe BOH | Bora-Hansgrohe BOH          | Bora-Hansgrohe BOH |
| ------------------ | --------------------------- | ------------------ |
| Nr.                | Rytter                      | Placering          |
| 21                 | Jordi Meeus (BEL)           | 8.                 |
| 22                 | Alexander Hajek (AUT)       | 95.                |
| 23                 | Bob Jungels (LUX)           | 124.               |
| 24                 | Marco Haller (AUT)          | 75.                |
| 25                 | Sergio Higuita (COL)        | 96.                |
| 26                 | Daniel Martínez (COL)       | 126.               |
| 27                 | Maximilian Schachmann (GER) | 93.                |

| Uno-X Mobility UXM | Uno-X Mobility UXM           | Uno-X Mobility UXM |
| ------------------ | ---------------------------- | ------------------ |
| Nr.                | Rytter                       | Placering          |
| 31                 | Magnus Cort (DEN)            | 92.                |
| 32                 | Jonas Abrahamsen (NOR)       | 76.                |
| 33                 | Markus Hoelgaard (NOR)       | 89.                |
| 34                 | Erik Nordsæter Resell (NOR)  | DNF                |
| 35                 | Rasmus Tiller (NOR)          | 60.                |
| 36                 | Søren Wærenskjold (NOR)      | 26.                |
| 37                 | Martin Bugge Urianstad (NOR) | 115.               |

| Cofidis COF | Cofidis COF           | Cofidis COF |
| ----------- | --------------------- | ----------- |
| Nr.         | Rytter                | Placering   |
| 41          | Jon Izagirre (ESP)    | 121.        |
| 42          | Piet Allegaert (BEL)  | 28.         |
| 43          | Rubén Fernández (ESP) | 43.         |
| 44          | Milan Fretin (BEL)    | 6.          |
| 45          | Gorka Izagirre (ESP)  | 105.        |
| 46          | Axel Mariault (FRA)   | 49.         |

| Team Visma \| Lease a Bike TVL | Team Visma \| Lease a Bike TVL | Team Visma \| Lease a Bike TVL |
| ------------------------------ | ------------------------------ | ------------------------------ |
| Nr.                            | Rytter                         | Placering                      |
| 51                             | Wout van Aert (BEL)            | 10.                            |
| 52                             | Loe van Belle (NED)            | 61.                            |
| 53                             | Mick van Dijke (NED)           | 63.                            |
| 54                             | Tim van Dijke (NED)            | 57.                            |
| 55                             | Olav Kooij (NED)               | 1.                             |
| 56                             | Tosh Van der Sande (BEL)       | 73.                            |
| 57                             | Julien Vermote (BEL)           | 128.                           |

| TotalEnergies TEN | TotalEnergies TEN       | TotalEnergies TEN |
| ----------------- | ----------------------- | ----------------- |
| Nr.               | Rytter                  | Placering         |
| 61                | Steff Cras (BEL)        | 117.              |
| 62                | Thomas Gachignard (FRA) | 79.               |
| 63                | Émilien Jeannière (FRA) | 38.               |
| 64                | Jordan Jegat (FRA)      | 85.               |
| 65                | Jason Tesson (FRA)      | 7.                |
| 66                | Baptiste Vadic (FRA)    | 119.              |
| 67                | Dries Van Gestel (BEL)  | 18.               |

| Groupama-FDJ GFC | Groupama-FDJ GFC                  | Groupama-FDJ GFC |
| ---------------- | --------------------------------- | ---------------- |
| Nr.              | Rytter                            | Placering        |
| 71               | Lewis Askey (GBR)                 | 9.               |
| 72               | Cyril Barthe (FRA)                | 55.              |
| 73               | Olivier Le Gac (FRA)              | 102.             |
| 74               | Valentin Madouas (FRA) (landevej) | 127.             |
| 75               | Clément Russo (FRA)               | 59.              |
| 76               | Marc Sarreau (FRA)                | 39.              |
| 77               | Noah Hobbs (GBR)                  | 12.              |

| UAE Team Emirates UAD | UAE Team Emirates UAD         | UAE Team Emirates UAD |
| --------------------- | ----------------------------- | --------------------- |
| Nr.                   | Rytter                        | Placering             |
| 81                    | Sjoerd Bax (NED)              | DNF                   |
| 82                    | Alessandro Covi (ITA)         | 71.                   |
| 83                    | Luca Giaimi (ITA)             | 80.                   |
| 84                    | Jonathan Guatibonza (COL)     | 112.                  |
| 85                    | Sebastián Molano (COL)        | 34.                   |
| 87                    | Ivo Oliveira (POR) (landevej) | 70.                   |

| Movistar Team MOV | Movistar Team MOV         | Movistar Team MOV |
| ----------------- | ------------------------- | ----------------- |
| Nr.               | Rytter                    | Placering         |
| 91                | Jorge Arcas (ESP)         | 44.               |
| 92                | Will Barta (USA)          | 108.              |
| 93                | Rémi Cavagna (FRA)        | 48.               |
| 94                | Davide Cimolai (ITA)      | 14.               |
| 95                | Iván García Cortina (ESP) | 15.               |
| 96                | Javier Romo (ESP)         | 83.               |
| 97                | Mathias Norsgaard (DEN)   | 47.               |

| Euskaltel-Euskadi EUS | Euskaltel-Euskadi EUS          | Euskaltel-Euskadi EUS |
| --------------------- | ------------------------------ | --------------------- |
| Nr.                   | Rytter                         | Placering             |
| 101                   | Jon Aberasturi (ESP)           | 16.                   |
| 102                   | Andoni López de Abetxuko (ESP) | 20.                   |
| 103                   | Iker Bonillo (ESP)             | 41.                   |
| 104                   | Xabier Berasategi (ESP)        | DNF                   |
| 105                   | Enekoitz Azparren (ESP)        | 40.                   |
| 106                   | Unai Cuadrado (ESP)            | 53.                   |
| 107                   | Luis Ángel Maté (ESP)          | 109.                  |

| Intermarché-Wanty IWA | Intermarché-Wanty IWA      | Intermarché-Wanty IWA |
| --------------------- | -------------------------- | --------------------- |
| Nr.                   | Rytter                     | Placering             |
| 111                   | Gerben Thijssen (BEL)      | 5.                    |
| 112                   | Alessio Delle Vedove (ITA) | 32.                   |
| 113                   | Arne Marit (BEL)           | 58.                   |
| 114                   | Adrien Petit (FRA)         | 77.                   |
| 115                   | Sacha Prestianni (BEL)     | 88.                   |
| 116                   | Gijs Van Hoecke (BEL)      | 64.                   |
| 117                   | Boy van Poppel (NED)       | 65.                   |

| Arkéa-B&B Hotels ARK | Arkéa-B&B Hotels ARK   | Arkéa-B&B Hotels ARK |
| -------------------- | ---------------------- | -------------------- |
| Nr.                  | Rytter                 | Placering            |
| 121                  | Arnaud Démare (FRA)    | 11.                  |
| 122                  | Hubert Grygowski (POL) | 87.                  |
| 123                  | Daniel McLay (GBR)     | 56.                  |
| 124                  | Nicolas Milesi (ITA)   | 54.                  |
| 125                  | Alan Riou (FRA)        | 110.                 |
| 126                  | Florian Sénéchal (FRA) | 69.                  |
| 127                  | Miles Scotson (AUS)    | 68.                  |

| Equipo Kern Pharma EKP | Equipo Kern Pharma EKP       | Equipo Kern Pharma EKP |
| ---------------------- | ---------------------------- | ---------------------- |
| Nr.                    | Rytter                       | Placering              |
| 131                    | Miguel Ángel Fernández (ESP) | 103.                   |
| 132                    | Eugenio Sánchez López (ESP)  | 118.                   |
| 133                    | Antonio Jesús Soto (ESP)     | 21.                    |
| 134                    | Francisco Galván (ESP)       | 19.                    |
| 135                    | Álex Jaime (ESP)             | 50.                    |
| 136                    | Diego Uriarte (ESP)          | 130.                   |
| 137                    | Pau Miquel (ESP)             | 104.                   |

| Burgos-BH BBH | Burgos-BH BBH                     | Burgos-BH BBH |
| ------------- | --------------------------------- | ------------- |
| Nr.           | Rytter                            | Placering     |
| 141           | Sebastián Mora (ESP)              | 17.           |
| 142           | Antonio Angulo (ESP)              | 101.          |
| 143           | Geórgios Boúglas (GRE) (landevej) | 31.           |
| 144           | Jetse Bol (NED)                   | 86.           |
| 145           | Sinuhé Fernández (ESP)            | 97.           |
| 146           | Ander Okamika (ESP)               | 120.          |
| 147           | Karel Vacek (CZE)                 | 107.          |

| Team Polti Kometa PTK | Team Polti Kometa PTK  | Team Polti Kometa PTK |
| --------------------- | ---------------------- | --------------------- |
| Nr.                   | Rytter                 | Placering             |
| 151                   | David Martín (ESP)     | 22.                   |
| 152                   | Francisco Muñoz (ESP)  | 52.                   |
| 153                   | Andrea Pietrobon (ITA) | 33.                   |
| 154                   | Javier Serrano (ESP)   | 29.                   |
| 155                   | Diego Sevilla (ESP)    | 90.                   |
| 156                   | Manuel Peñalver (ESP)  | 111.                  |
| 157                   | Davide Bais (ITA)      | 35.                   |

| Tudor Pro Cycling Team TUD | Tudor Pro Cycling Team TUD     | Tudor Pro Cycling Team TUD |
| -------------------------- | ------------------------------ | -------------------------- |
| Nr.                        | Rytter                         | Placering                  |
| 161                        | Sebastian Kolze Changizi (DEN) | 113.                       |
| 162                        | Juan David Sierra (ITA)        | 30.                        |
| 164                        | Robin Froidevaux (SUI)         | 13.                        |
| 165                        | Petr Kelemen (CZE)             | 66.                        |
| 166                        | Alexander Krieger (GER)        | 67.                        |
| 167                        | Matteo Trentin (ITA)           | 3.                         |

| Caja Rural-Seguros RGA CJR | Caja Rural-Seguros RGA CJR    | Caja Rural-Seguros RGA CJR |
| -------------------------- | ----------------------------- | -------------------------- |
| Nr.                        | Rytter                        | Placering                  |
| 171                        | Orluis Aular (VEN) (landevej) | 37.                        |
| 172                        | Daniel Babor (CZE)            | 27.                        |
| 173                        | Tomáš Bárta (CZE)             | 24.                        |
| 174                        | Samuel Fernández (ESP)        | 99.                        |
| 175                        | David González López (ESP)    | 25.                        |
| 176                        | Joseba López (ESP)            | 100.                       |
| 177                        | Mulu Hailemichael (ETH)       | 42.                        |
| 177                        | Mulu Hailemichael (ETH)       |                            |

| Team Flanders-Baloise TFB | Team Flanders-Baloise TFB | Team Flanders-Baloise TFB |
| ------------------------- | ------------------------- | ------------------------- |
| Nr.                       | Rytter                    | Placering                 |
| 181                       | Kamiel Bonneu (BEL)       | 116.                      |
| 182                       | Elias Maris (BEL)         | 125.                      |
| 183                       | Vincent Van Hemelen (BEL) | DNF                       |
| 184                       | Siebe Deweirdt (BEL)      | DNF                       |
| 185                       | Yentl Vandevelde (BEL)    | 45.                       |
| 186                       | Jules Hesters (BEL)       | 131.                      |
| 187                       | Victor Vercouillie (BEL)  | 122.                      |

| Illes Balears Arabay Cycling IBA | Illes Balears Arabay Cycling IBA | Illes Balears Arabay Cycling IBA |
| -------------------------------- | -------------------------------- | -------------------------------- |
| Nr.                              | Rytter                           | Placering                        |
| 191                              | Sergi Darder (ESP)               | 23.                              |
| 192                              | Edgar Curto (ESP)                | 114.                             |
| 193                              | Arnau Gilabert (ESP)             | 82.                              |
| 194                              | Joan Albert Riera (ESP)          | 94.                              |
| 195                              | Asier Pablo González (ESP)       | DNF                              |
| 196                              | Alex Molenaar (NED)              | 91.                              |
| 197                              | José María García (ESP)          | 106.                             |

| Q36.5 Pro Cycling Team Q36 | Q36.5 Pro Cycling Team Q36         | Q36.5 Pro Cycling Team Q36 |
| -------------------------- | ---------------------------------- | -------------------------- |
| Nr.                        | Rytter                             | Placering                  |
| 1                          | Matteo Moschetti (ITA)             | 2.                         |
| 2                          | Filippo Conca (ITA)                | 123.                       |
| 3                          | Tobias Ludvigsson (SWE)            | 62.                        |
| 4                          | Rory Townsend (IRL)                | 46.                        |
| 5                          | Nicolò Parisini (ITA)              | 36.                        |
| 6                          | Joey Rosskopf (USA)                | 51.                        |
| 7                          | Nickolas Zukowsky (CAN) (landevej) | 98.                        |

| Lotto Dstny LTD | Lotto Dstny LTD          | Lotto Dstny LTD |
| --------------- | ------------------------ | --------------- |
| Nr.             | Rytter                   | Placering       |
| 11              | Arnaud De Lie (BEL)      | 4.              |
| 12              | Cedric Beullens (BEL)    | 74.             |
| 13              | Jasper De Buyst (BEL)    | 72.             |
| 14              | Jacopo Guarnieri (ITA)   | 78.             |
| 15              | Mathijs Paasschens (NED) | 129.            |
| 16              | Jarne Van De Paar (BEL)  | 81.             |
| 17              | Sébastien Grignard (BEL) | 84.             |

| Bora-Hansgrohe BOH | Bora-Hansgrohe BOH          | Bora-Hansgrohe BOH |
| ------------------ | --------------------------- | ------------------ |
| Nr.                | Rytter                      | Placering          |
| 21                 | Jordi Meeus (BEL)           | 8.                 |
| 22                 | Alexander Hajek (AUT)       | 95.                |
| 23                 | Bob Jungels (LUX)           | 124.               |
| 24                 | Marco Haller (AUT)          | 75.                |
| 25                 | Sergio Higuita (COL)        | 96.                |
| 26                 | Daniel Martínez (COL)       | 126.               |
| 27                 | Maximilian Schachmann (GER) | 93.                |

| Uno-X Mobility UXM | Uno-X Mobility UXM           | Uno-X Mobility UXM |
| ------------------ | ---------------------------- | ------------------ |
| Nr.                | Rytter                       | Placering          |
| 31                 | Magnus Cort (DEN)            | 92.                |
| 32                 | Jonas Abrahamsen (NOR)       | 76.                |
| 33                 | Markus Hoelgaard (NOR)       | 89.                |
| 34                 | Erik Nordsæter Resell (NOR)  | DNF                |
| 35                 | Rasmus Tiller (NOR)          | 60.                |
| 36                 | Søren Wærenskjold (NOR)      | 26.                |
| 37                 | Martin Bugge Urianstad (NOR) | 115.               |

| Cofidis COF | Cofidis COF           | Cofidis COF |
| ----------- | --------------------- | ----------- |
| Nr.         | Rytter                | Placering   |
| 41          | Jon Izagirre (ESP)    | 121.        |
| 42          | Piet Allegaert (BEL)  | 28.         |
| 43          | Rubén Fernández (ESP) | 43.         |
| 44          | Milan Fretin (BEL)    | 6.          |
| 45          | Gorka Izagirre (ESP)  | 105.        |
| 46          | Axel Mariault (FRA)   | 49.         |

| Team Visma \| Lease a Bike TVL | Team Visma \| Lease a Bike TVL | Team Visma \| Lease a Bike TVL |
| ------------------------------ | ------------------------------ | ------------------------------ |
| Nr.                            | Rytter                         | Placering                      |
| 51                             | Wout van Aert (BEL)            | 10.                            |
| 52                             | Loe van Belle (NED)            | 61.                            |
| 53                             | Mick van Dijke (NED)           | 63.                            |
| 54                             | Tim van Dijke (NED)            | 57.                            |
| 55                             | Olav Kooij (NED)               | 1.                             |
| 56                             | Tosh Van der Sande (BEL)       | 73.                            |
| 57                             | Julien Vermote (BEL)           | 128.                           |

| TotalEnergies TEN | TotalEnergies TEN       | TotalEnergies TEN |
| ----------------- | ----------------------- | ----------------- |
| Nr.               | Rytter                  | Placering         |
| 61                | Steff Cras (BEL)        | 117.              |
| 62                | Thomas Gachignard (FRA) | 79.               |
| 63                | Émilien Jeannière (FRA) | 38.               |
| 64                | Jordan Jegat (FRA)      | 85.               |
| 65                | Jason Tesson (FRA)      | 7.                |
| 66                | Baptiste Vadic (FRA)    | 119.              |
| 67                | Dries Van Gestel (BEL)  | 18.               |

| Groupama-FDJ GFC | Groupama-FDJ GFC                  | Groupama-FDJ GFC |
| ---------------- | --------------------------------- | ---------------- |
| Nr.              | Rytter                            | Placering        |
| 71               | Lewis Askey (GBR)                 | 9.               |
| 72               | Cyril Barthe (FRA)                | 55.              |
| 73               | Olivier Le Gac (FRA)              | 102.             |
| 74               | Valentin Madouas (FRA) (landevej) | 127.             |
| 75               | Clément Russo (FRA)               | 59.              |
| 76               | Marc Sarreau (FRA)                | 39.              |
| 77               | Noah Hobbs (GBR)                  | 12.              |

| UAE Team Emirates UAD | UAE Team Emirates UAD         | UAE Team Emirates UAD |
| --------------------- | ----------------------------- | --------------------- |
| Nr.                   | Rytter                        | Placering             |
| 81                    | Sjoerd Bax (NED)              | DNF                   |
| 82                    | Alessandro Covi (ITA)         | 71.                   |
| 83                    | Luca Giaimi (ITA)             | 80.                   |
| 84                    | Jonathan Guatibonza (COL)     | 112.                  |
| 85                    | Sebastián Molano (COL)        | 34.                   |
| 87                    | Ivo Oliveira (POR) (landevej) | 70.                   |

| Movistar Team MOV | Movistar Team MOV         | Movistar Team MOV |
| ----------------- | ------------------------- | ----------------- |
| Nr.               | Rytter                    | Placering         |
| 91                | Jorge Arcas (ESP)         | 44.               |
| 92                | Will Barta (USA)          | 108.              |
| 93                | Rémi Cavagna (FRA)        | 48.               |
| 94                | Davide Cimolai (ITA)      | 14.               |
| 95                | Iván García Cortina (ESP) | 15.               |
| 96                | Javier Romo (ESP)         | 83.               |
| 97                | Mathias Norsgaard (DEN)   | 47.               |

| Euskaltel-Euskadi EUS | Euskaltel-Euskadi EUS          | Euskaltel-Euskadi EUS |
| --------------------- | ------------------------------ | --------------------- |
| Nr.                   | Rytter                         | Placering             |
| 101                   | Jon Aberasturi (ESP)           | 16.                   |
| 102                   | Andoni López de Abetxuko (ESP) | 20.                   |
| 103                   | Iker Bonillo (ESP)             | 41.                   |
| 104                   | Xabier Berasategi (ESP)        | DNF                   |
| 105                   | Enekoitz Azparren (ESP)        | 40.                   |
| 106                   | Unai Cuadrado (ESP)            | 53.                   |
| 107                   | Luis Ángel Maté (ESP)          | 109.                  |

| Intermarché-Wanty IWA | Intermarché-Wanty IWA      | Intermarché-Wanty IWA |
| --------------------- | -------------------------- | --------------------- |
| Nr.                   | Rytter                     | Placering             |
| 111                   | Gerben Thijssen (BEL)      | 5.                    |
| 112                   | Alessio Delle Vedove (ITA) | 32.                   |
| 113                   | Arne Marit (BEL)           | 58.                   |
| 114                   | Adrien Petit (FRA)         | 77.                   |
| 115                   | Sacha Prestianni (BEL)     | 88.                   |
| 116                   | Gijs Van Hoecke (BEL)      | 64.                   |
| 117                   | Boy van Poppel (NED)       | 65.                   |

| Arkéa-B&B Hotels ARK | Arkéa-B&B Hotels ARK   | Arkéa-B&B Hotels ARK |
| -------------------- | ---------------------- | -------------------- |
| Nr.                  | Rytter                 | Placering            |
| 121                  | Arnaud Démare (FRA)    | 11.                  |
| 122                  | Hubert Grygowski (POL) | 87.                  |
| 123                  | Daniel McLay (GBR)     | 56.                  |
| 124                  | Nicolas Milesi (ITA)   | 54.                  |
| 125                  | Alan Riou (FRA)        | 110.                 |
| 126                  | Florian Sénéchal (FRA) | 69.                  |
| 127                  | Miles Scotson (AUS)    | 68.                  |

| Equipo Kern Pharma EKP | Equipo Kern Pharma EKP       | Equipo Kern Pharma EKP |
| ---------------------- | ---------------------------- | ---------------------- |
| Nr.                    | Rytter                       | Placering              |
| 131                    | Miguel Ángel Fernández (ESP) | 103.                   |
| 132                    | Eugenio Sánchez López (ESP)  | 118.                   |
| 133                    | Antonio Jesús Soto (ESP)     | 21.                    |
| 134                    | Francisco Galván (ESP)       | 19.                    |
| 135                    | Álex Jaime (ESP)             | 50.                    |
| 136                    | Diego Uriarte (ESP)          | 130.                   |
| 137                    | Pau Miquel (ESP)             | 104.                   |

| Burgos-BH BBH | Burgos-BH BBH                     | Burgos-BH BBH |
| ------------- | --------------------------------- | ------------- |
| Nr.           | Rytter                            | Placering     |
| 141           | Sebastián Mora (ESP)              | 17.           |
| 142           | Antonio Angulo (ESP)              | 101.          |
| 143           | Geórgios Boúglas (GRE) (landevej) | 31.           |
| 144           | Jetse Bol (NED)                   | 86.           |
| 145           | Sinuhé Fernández (ESP)            | 97.           |
| 146           | Ander Okamika (ESP)               | 120.          |
| 147           | Karel Vacek (CZE)                 | 107.          |

| Team Polti Kometa PTK | Team Polti Kometa PTK  | Team Polti Kometa PTK |
| --------------------- | ---------------------- | --------------------- |
| Nr.                   | Rytter                 | Placering             |
| 151                   | David Martín (ESP)     | 22.                   |
| 152                   | Francisco Muñoz (ESP)  | 52.                   |
| 153                   | Andrea Pietrobon (ITA) | 33.                   |
| 154                   | Javier Serrano (ESP)   | 29.                   |
| 155                   | Diego Sevilla (ESP)    | 90.                   |
| 156                   | Manuel Peñalver (ESP)  | 111.                  |
| 157                   | Davide Bais (ITA)      | 35.                   |

| Tudor Pro Cycling Team TUD | Tudor Pro Cycling Team TUD     | Tudor Pro Cycling Team TUD |
| -------------------------- | ------------------------------ | -------------------------- |
| Nr.                        | Rytter                         | Placering                  |
| 161                        | Sebastian Kolze Changizi (DEN) | 113.                       |
| 162                        | Juan David Sierra (ITA)        | 30.                        |
| 164                        | Robin Froidevaux (SUI)         | 13.                        |
| 165                        | Petr Kelemen (CZE)             | 66.                        |
| 166                        | Alexander Krieger (GER)        | 67.                        |
| 167                        | Matteo Trentin (ITA)           | 3.                         |

| Caja Rural-Seguros RGA CJR | Caja Rural-Seguros RGA CJR    | Caja Rural-Seguros RGA CJR |
| -------------------------- | ----------------------------- | -------------------------- |
| Nr.                        | Rytter                        | Placering                  |
| 171                        | Orluis Aular (VEN) (landevej) | 37.                        |
| 172                        | Daniel Babor (CZE)            | 27.                        |
| 173                        | Tomáš Bárta (CZE)             | 24.                        |
| 174                        | Samuel Fernández (ESP)        | 99.                        |
| 175                        | David González López (ESP)    | 25.                        |
| 176                        | Joseba López (ESP)            | 100.                       |
| 177                        | Mulu Hailemichael (ETH)       | 42.                        |
| 177                        | Mulu Hailemichael (ETH)       |                            |

| Team Flanders-Baloise TFB | Team Flanders-Baloise TFB | Team Flanders-Baloise TFB |
| ------------------------- | ------------------------- | ------------------------- |
| Nr.                       | Rytter                    | Placering                 |
| 181                       | Kamiel Bonneu (BEL)       | 116.                      |
| 182                       | Elias Maris (BEL)         | 125.                      |
| 183                       | Vincent Van Hemelen (BEL) | DNF                       |
| 184                       | Siebe Deweirdt (BEL)      | DNF                       |
| 185                       | Yentl Vandevelde (BEL)    | 45.                       |
| 186                       | Jules Hesters (BEL)       | 131.                      |
| 187                       | Victor Vercouillie (BEL)  | 122.                      |

| Illes Balears Arabay Cycling IBA | Illes Balears Arabay Cycling IBA | Illes Balears Arabay Cycling IBA |
| -------------------------------- | -------------------------------- | -------------------------------- |
| Nr.                              | Rytter                           | Placering                        |
| 191                              | Sergi Darder (ESP)               | 23.                              |
| 192                              | Edgar Curto (ESP)                | 114.                             |
| 193                              | Arnau Gilabert (ESP)             | 82.                              |
| 194                              | Joan Albert Riera (ESP)          | 94.                              |
| 195                              | Asier Pablo González (ESP)       | DNF                              |
| 196                              | Alex Molenaar (NED)              | 91.                              |
| 197                              | José María García (ESP)          | 106.                             |